# Ne sutor ultra crepidam

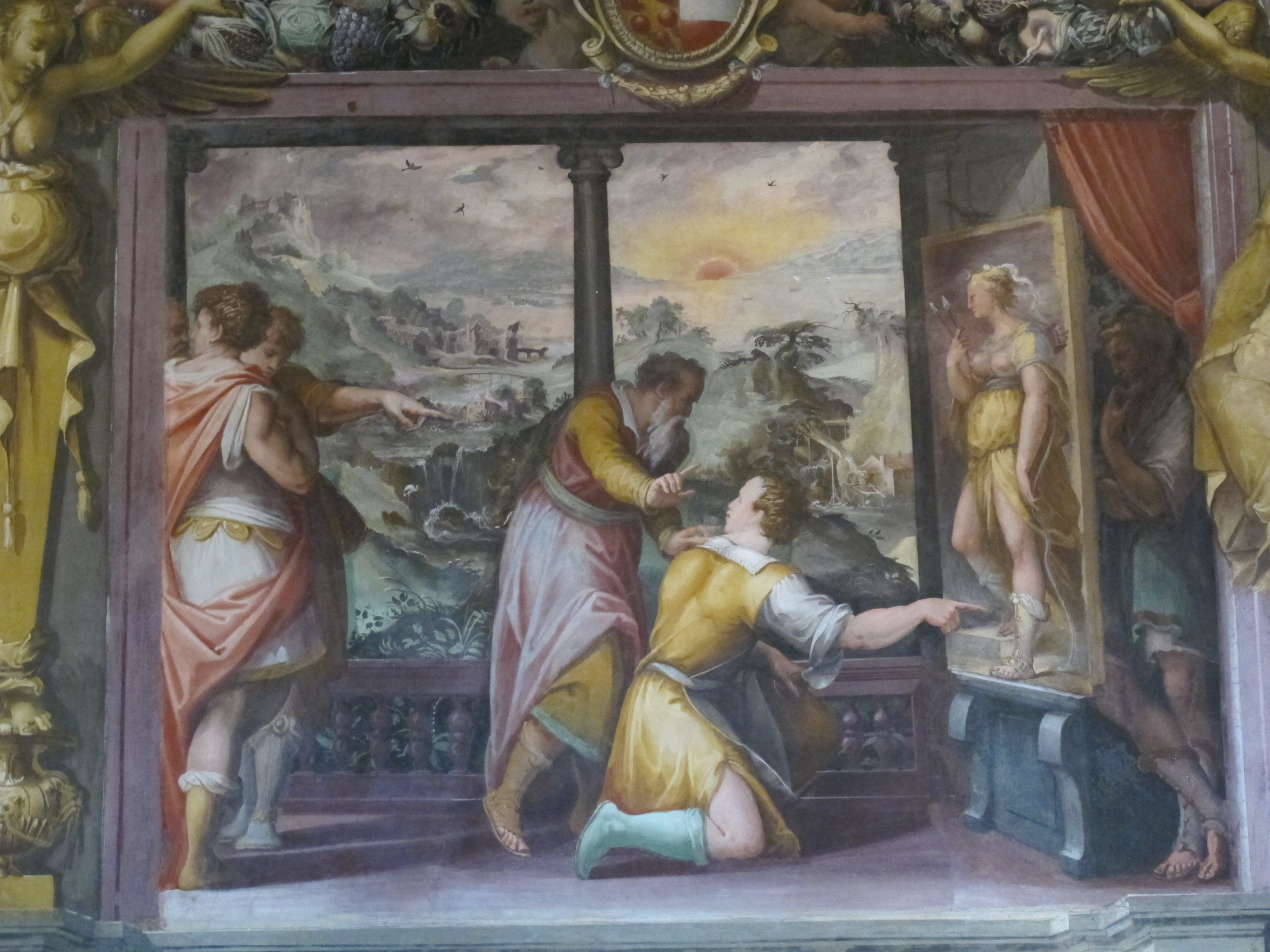
Casa lui Giorgio Vasari din Florența, Apelles

Ne sutor ultra crepidam sau sutor, ne ultra crepidam este o expresie latină, însemnând literal „cizmarule, nu mai sus de sandală!”, fiind folosită pentru a avertiza pe cei care vorbesc despre lucruri ce depășesc competența lor.
Expresia a condus la termenul ultracrepidarianism, care este oferirea de opinii și sfaturi în chestiuni din afara cunoștințelor cuiva.

## Istoric
Originea sa este descrisă de Plinius cel Bătrân în Naturalis Historia [35.85 (Loeb IX, 323–325)] în care reproduce cuvintele pictorului Apelles din Kos adresate unui cizmar (în latină sutor) care, după ce semnalase într-un tablou un defect în reprezentarea unei sandale (în latină crepida, din greacă krepis), greșeală corectată imediat de Apelles după indicația cizmarului, acesta încerca să aprecieze și restul tabloului. Apelles i-a spus „ne supra crepidam sutor iudicaret” („cizmarul să nu judece deasupra sandalei”, care sfat, observă Pliniu, a devenit un proverb. Interesul Renașterii atât pentru pictură, cât și pentru antichitatea clasică, a făcut ca expresia să fie din nou populară.

## În alte limbi
Expresia se întâlnește sub diferite forme și în alte limbi, de obicei sub forma „Cizmarule, rămâi la calapoadele tale!”: în engleză , „A cobbler should stick to his last”, în neerlandeză  „Schoenmaker, blijf bij je leest”, în daneză  „Skomager, bliv ved din læst”, în germană  „Schuster, bleib bei deinen Leisten”, în poloneză  „Pilnuj, szewcze, kopyta”, în spaniolă  „Zapatero, a tus zapatos” și în rusă  „Суди, дружок, не свыше сапога”.

## Ultracrepidarianism
Ultracrepidarianismul este comportamentul de a da opinii și sfaturi în chestiuni în afara cunoștințelor cuiva.
Termenul „ultracrepidarian” a fost înregistrat lansat prima dată public în 1819 de către eseistul englez William Hazlitt într-o scrisoare deschisă, Scrisoare către William Gifford, către editorul Quarterly Review: „ai fost numit bine critic ultracrepidarian”. A fost folosit din nou patru ani mai târziu, în 1823, în satira prietenului lui Hazlitt, Leigh Hunt, Ultra-Crepidarius: A Satire on William Gifford. Ocazional, cuvântul „ultracrepidarianism” a fost folosit și mai târziu.